# Tamopsis circumvidens
Tamopsis circumvidens är en spindelart som beskrevs av Baehr 1987. Tamopsis circumvidens ingår i släktet Tamopsis och familjen Hersiliidae. Inga underarter finns listade i Catalogue of Life.